# DFW Mars

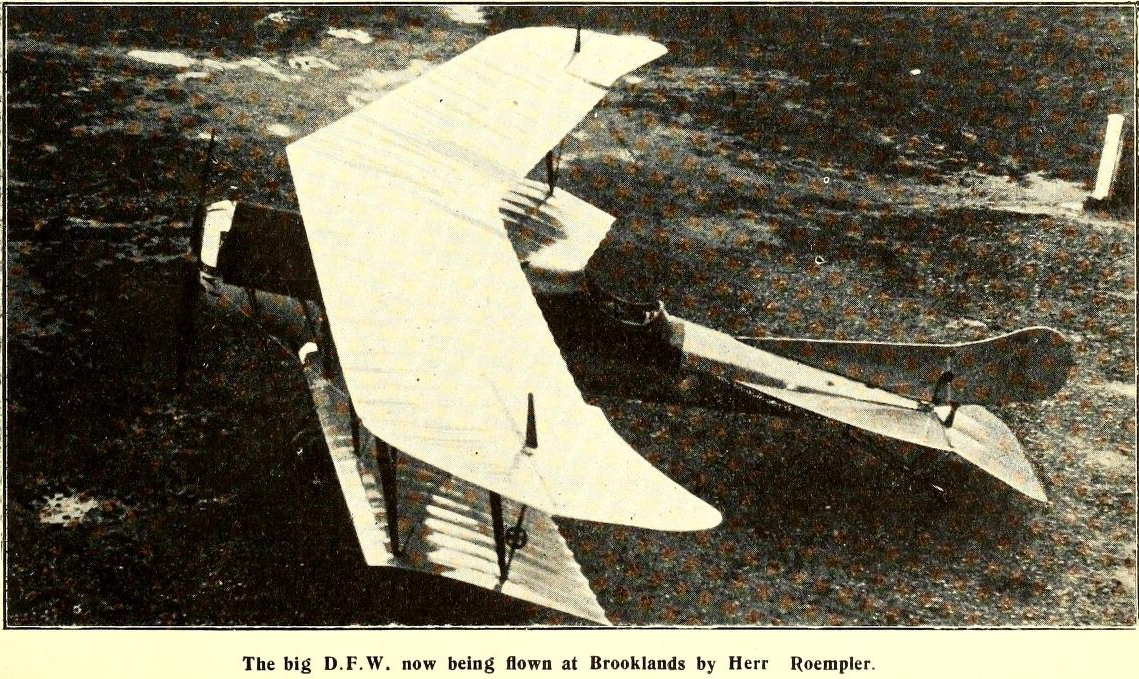
DFW Mars w wersji dwupłatowej

DFW Mars – niemiecki samolot szkolny i rozpoznawczy, produkowany przez zakłady Deutsche Flugzeug-Werke w Lipsku, prawdopodobnie pierwszy niemiecki samolot użyty bojowo.
Bernhard Meyer i Erich Thiele założyli DFW w 1910 roku w Lindenthal, początkowo produkując na licencji maszyny Maurice Farmana, a następnie Etrich Taube i stalowe wersje Taube (tzw. Stahltaube). Ich pierwszą własną konstrukcją był samolot Mars, budowany w wersji zarówno jedno- jak i dwupłata.
Przedstawiona na konkursie wojskowym w 1912 roku wersja miała kształt skrzydeł zbliżony do samolotu Taube, stosunkowo głęboki, w pełni kryty kadłub z dwiema osobnymi kabinami dla pilota (z tyłu) i pasażera (z przodu). Napędzana była stukonnym silnikiem Mercedesa, co dawało jej prędkość maksymalną ok. 140 km/h; zapas paliwa wystarczał na czterogodzinny lot z pełnym obciążeniem. Rozpiętość samolotu wynosiła 15,9 m, długość – 13,5 m, powierzchnia nośna – 35 m², a masa – ok. 530 kg.
Mimo zbliżonego do Taube kształtu skrzydeł, wywodzącego się z nasion liany Zanonia macrocarpa, Mars różnił się zastosowaniem lotek; w dwupłatach skrzydła miały prostą krawędź natarcia, ale płaty miały duży skos. Konstrukcja nośna kadłuba zbudowana była z rur stalowych, a całość bardzo dopracowana aerodynamicznie, z chłodnicą wbudowaną w przód. Kadłub był owalny, kryty płótnem, a w przedniej części – blachą aluminiową. Używano wyłącznie silników rzędowych, które nie powodowały efektu żyroskopowego (jak rotacyjne), uważane ponadto za bardziej niezawodne. Typowe były sześciocylindrowe silniki Mercedesa o mocy 95-105 KM, ważące 185 kg, dające 1350 obrotów na minutę. Śmigło dwułopatowe, o średnicy 245 cm. Inną cechą charakterystyczną tego samolotu było umieszczenie kabiny pasażera w centrum ciężkości samolotu, a pilota – mocno z tyłu. Miało to zapewniać większy komfort i stabilność obserwatorowi, a pilotowi pozwalać na łatwiejsze wyczucie przechyłów maszyny, a przez to szybszą reakcję. Rozmieszczenie kabin zapewniało dobrą widoczność z obydwu z nich.
W przypadku dwupłata, górny płat montowany był płasko, natomiast dolny miał wyraźny wznios. Rozpiętość górnego płata wynosiła 17,8 m, dolnego 12,04 m, co łącznie dawało 45,98 m² powierzchni nośnej; samolot był długi na 9,9 m, a wysoki 2,97 m. Ważył bez pasażerów i paliwa 700 kg i zabierał 200 kg masy użytecznej, 180 l benzyny i 10 l oleju (zużycie wynosiło 35 l paliwa i 2,3 l oleju na godzinę lotu). Załadowany samolot osiągał prędkość średnią 100 km/h, na wysokość 1000 m wznosił się w 15 min; do startu potrzebował 75 m rozbiegu. Jego doskonałość aerodynamiczna wynosiła 9.
Jednopłatowiec miał identyczną długość. Długie stateczniki pionowe i poziome (2 m) zakończone były sterami o długości 1,2 m; ster wysokości miał rozpiętość 3 m. Powierzchnia statecznika poziomego wynosiła 3,3 m², a sterów, odpowiednio kierunku i wysokości, 1 m² i 3,7 m². Przy rozpiętości 16,07 m i maksymalnej szerokości 2,8 m, powierzchnia płata wynosiła 35 m². Podwozie czterokołowe, o rozstawie kół zewnętrznych 2,6 m, z płozą ogonową.

## Zestawienie danych wersji z 1912 roku
|                           | Jednopłat (1912-13) | Dwupłat (1912-13) |  |
| ------------------------- | ------------------- | ----------------- |  |
| Długość (m)               | 9,7                 | 9,7               |  |
| Rozpiętość (m)            | 16,8                | 17,8              |  |
| Powierzchnia nośna (m²)   | 35                  | 46                |  |
| Masa całkowita (kg)       | 820                 | 910               |  |
| Masa własna (kg)          | 560                 | 650               |  |
| Silnik (hp)               | 95 N.A.G.           | 95 Mercedes       |  |
| Prędkość max. (km/h)      | 120                 | 115               |  |
| Długotrwałość lotu        | 5-6                 | 4-6               |  |
| Liczba zbudowanych w 1912 | 6                   | 16                |  |

## Użycie
W 1912 lotnictwo niemieckie kupiło 20 jednopłatów i 10 dwupłatów Mars (z ogólnej liczby 235 samolotów). Przed I wojną światową maszyny D.F.W. miały na koncie kilka rekordów długotrwałości lotu i nagrody w konkursach na niezawodność. Były też skutecznie używane przez lotnictwo tureckie w czasie II wojny bałkańskiej.